# Leonid Jakowlewitsch Gosman

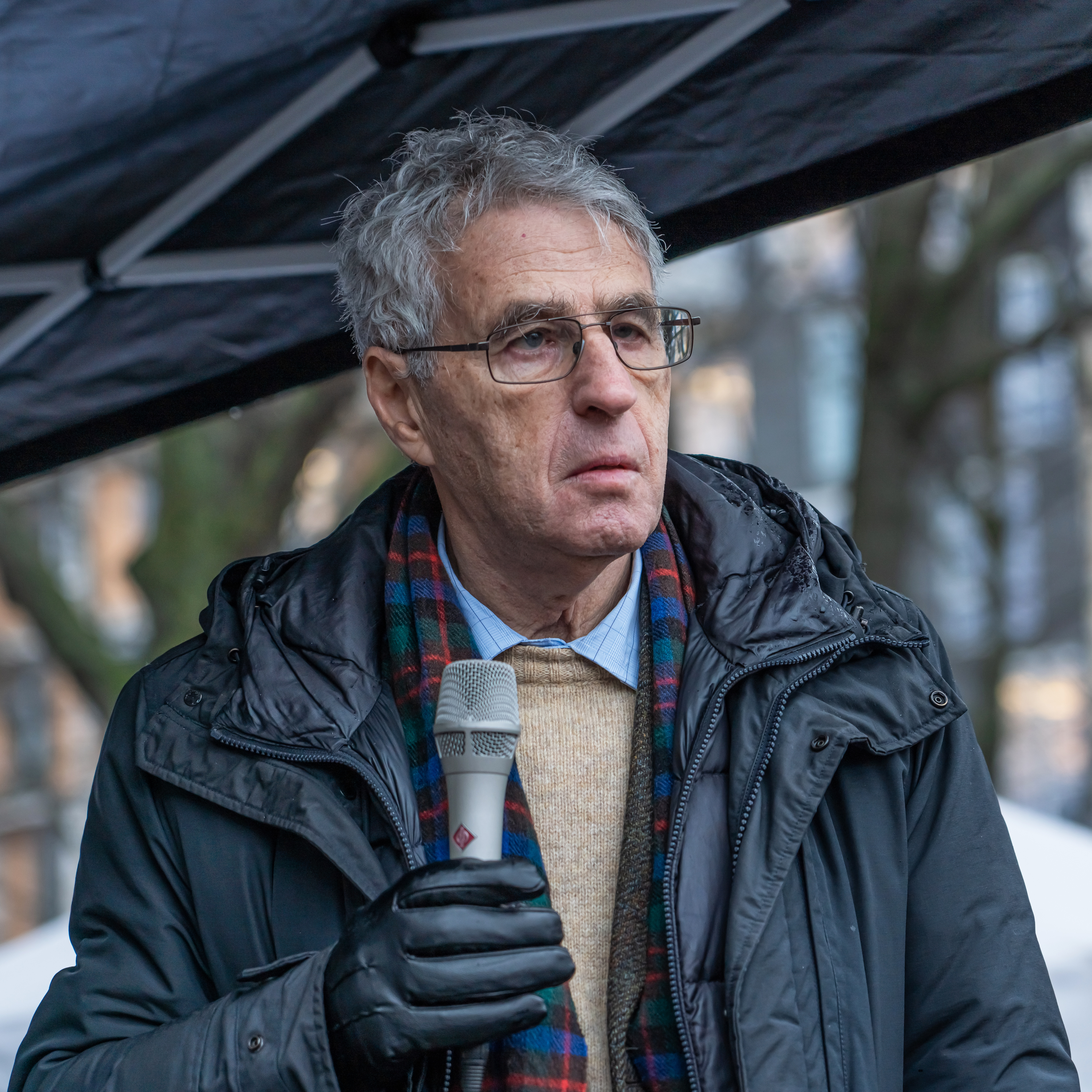
Leonid Gosman

Leonid Jakowlewitsch Gosman (russisch Леонид Яковлевич Гозман, wiss. Transliteration Leonid Jakovlevič Gozman; * 13. Juli 1950 in Leningrad) ist ein russischer Oppositionspolitiker und Co-Vorsitzender der Partei Rechte Sache.
Gosman wuchs in einer jüdischen Familie auf. 1976 schloss er die Moskauer Lomonossow-Universität ab, wo er an der Fakultät für Psychologie studiert hatte. Anschließend arbeitete er dort als Dozent am Lehrstuhl für Sozialpsychologie, wo er auf dem Themengebiet der Politischen Psychologie promovierte. Anfang der 1990er-Jahre wechselte Gosman in die Politik und wurde 1992 ein Berater in der Regierung von Jegor Gaidar. 1993 trat er der liberalen Partei „Demokratische Wahl Russlands“ bei und kandidierte mit ihr für die Staatsduma bei den Wahlen 1995. Von 1996 bis 1998 war Gosman Berater des damaligen Präsidialverwaltungs-Chefs Anatoli Tschubais.
Im Jahr 2000 wurde Gosman eines der Gründungsmitglieder der liberalen Partei Union der rechten Kräfte und gehörte seit 2001 zu deren Vorstand. 2005 wurde er stellvertretender Vorsitzender der Partei, und von September 2008 bis zu deren Selbstauflösung im November des gleichen Jahres kommissarischer Vorsitzender der Union der Rechten Kräfte. In dieser Funktion löste er den bisherigen Parteichef Nikita Belych ab.
Bei der Gründung der neuen liberalen Partei Rechte Sache im November 2008 wurde Gosman als deren Co-Vorsitzender bestimmt.
Gosman ist ein scharfer Kritiker des unter Wladimir Putin entstandenen Systems. Als im Sommer 2019 nicht einmal bei den Kommunalwahlen oppositionelle Kandidaten zugelassen wurden, schrieb er über die Proteste, diese seien moralisch, nicht politisch, genau daher vereinten sie Menschen verschiedener politischer Ansichten. Es sei eine Unmöglichkeit, in diesem Land mit der Grobheit, Arroganz und Unzulänglichkeit der Behörden, mit ihren Lügen, ihrer Verachtung der Menschen, ihrer Ausrichtung auf Archaik und Demodernisierung zu leben.
Gosman hatte Russland nach dem Beginn des russischen Überfalls auf die Ukraine im Februar 2022 verlassen, kehrte aber zurück und nannte dies eine moralische Entscheidung. Er war einer der wenigen Russen, welche nach der Listung als „ausländischer Agent“ aus dem Ausland nach Russland zurückkehrten.
Im Juli 2022 hielt er fest, Putins Legitimität gründe sich nicht in einer Wahl. „Er ist nicht Präsident, weil er gewählt wurde – er wurde gewählt, weil er Präsident ist.“ Diese Wahl wiederum hätte auf einem längst vergangenen Gesellschaftsvertrag gegründet, der den Bürgern einen hohen Lebensstandard garantierte, dies jedoch „im Austausch für den Verzicht auf Freiheiten“. Mit dem russischen Überfall auf die Ukraine 2022 habe nun eine zweite Invasion begonnen, nämlich eine Invasion der Wahrheit in das propagandistische Lügengebilde des Regimes. Verweigernde Soldaten müssten hart bestraft und weg gesperrt werden, denn ihre Erzählungen würden ähnlich wie zu Zeiten Stalins zu Zweifeln in der Bevölkerung führen. Wie zu Zeiten Stalins würden gleichzeitig die Lügen vervielfacht.
Ende August wurde Gosman wegen eines Facebook-Beitrags fest genommen, in welchem er Hitler („ein absolutes Übel“) und Stalin verglich, wobei letzterer in Gosmans Worten nicht wie Hitler einen Krieg gegen die Menschheit entfesselt habe, sondern einen totalen Krieg gegen das eigene Volk. Gosman schrieb weiterhin über den „Staat, der das Land zerstöre“; dies im Gegensatz zu den Meisten, welche „unseren Staat nicht mögen“, welche Russland „keinen nennenswerten Schaden zufügen“ könnten. (…) „Viele Menschen mögen unseren Staat nicht, aber warum lieben wir Russland eigentlich? Für die Unhöflichkeit unserer offiziellen Vertreter? Für die Zhlob-Selbstgefälligkeit (Zhlob ist ein „aggressiver Philister“, also ein Polizist in Soutane)? Für die „Entnazifizierung“? Für die Versuche, der ganzen Welt zu diktieren, wie sie zu leben hat?“ Die führenden Mächte (des Westens) wollten, so Gosman, keinen Krieg, sie würden Russland nur isolieren – in den Worten Gusmans „ohne sich in die inneren Angelegenheiten des Irrenhauses einzumischen, man kann nicht jeden heilen.“
Gosman wurde im August 2022 nach einer Haft von 15 Tagen wegen eines 9 Jahre alten Blog-Beitrags nochmals für 15 Tage eingesperrt. Gleich nach seiner Freilassung und noch in der Nacht gelang ihm die Ausreise nach Israel.